# Itaguaçu
Itaguaçu es un municipio brasileño del estado de Espírito Santo. Su población estimada en 2010 era de 14 134 habitantes según el Instituto Brasileño de Geografía y Estadística (IBGE).